# Kačerov metróállomás
Kačerov egy metróállomás Prágában a prágai C metró vonalán.

## Szomszédos állomások
A metróállomáshoz az alábbi állomások vannak a legközelebb:
- Budějovická (Letňany)
- Roztyly (Háje)

## Átszállási kapcsolatok
| C (Letňany ↔ Háje) |                                                                             |                         |
| Állomás            | Átszállási kapcsolatok                                                      | Fontosabb létesítmények |
| Kačerov            | 106, 113, 114, 138, 139, 150, 157, 189, 196, 215, 331, 333, 910, 956 S8 S88 | Praha-Kačerov           |